# Brabants Dagblad
Das Brabants Dagblad ist eine niederländische Regionalzeitung mit Redaktionssitz in ’s-Hertogenbosch.
Die Zeitung erscheint montags bis samstags (seit 2007 im Tabloid-Format). Herausgeber der Zeitung ist Wegener, wo mit BN/De Stem, Eindhovens Dagblad, De Gelderlander, Provinciale Zeeuwse Courant, de Stentor und De Twentsche Courant Tubantia weitere Regionalzeitungen erscheinen. Die bezahlte Auflage betrug im ersten Quartal 2008 126.653 Exemplare. Chefredakteurin ist Annemieke Besseling.
Das Verbreitungsgebiet des Brabants Dagblad ist der mittlere Teil von Noord-Brabant, es grenzt an das der jeweiligen Schwesterzeitungen. Die Zeitung verfügt über Lokalredaktionen in Meierij, Oss, Tilburg, Uden, Waalwijk und Zaltbommel.

## Geschichte
Aus zahlreichen Vorgängerzeitungen, deren älteste seit 1771 erschien, entstand im Laufe der Zeit durch Fusionen ein einziges Überbleibsel, das Brabants Dagblad. Besagte älteste Vorgängerzeitung brachte es dabei auf ein Dutzend Namensänderungen, davon alleine drei in einem einzigen Jahr. Die untenstehende Grafik stellt die verschiedenen Vorgängerzeitungen, Fusionen und Umbenennungen, die in den folgenden Abschnitten behandelt werden, der Übersicht halber zusätzlich optisch dar.

## DasBrabants Dagbladvor der Fusion von 1994

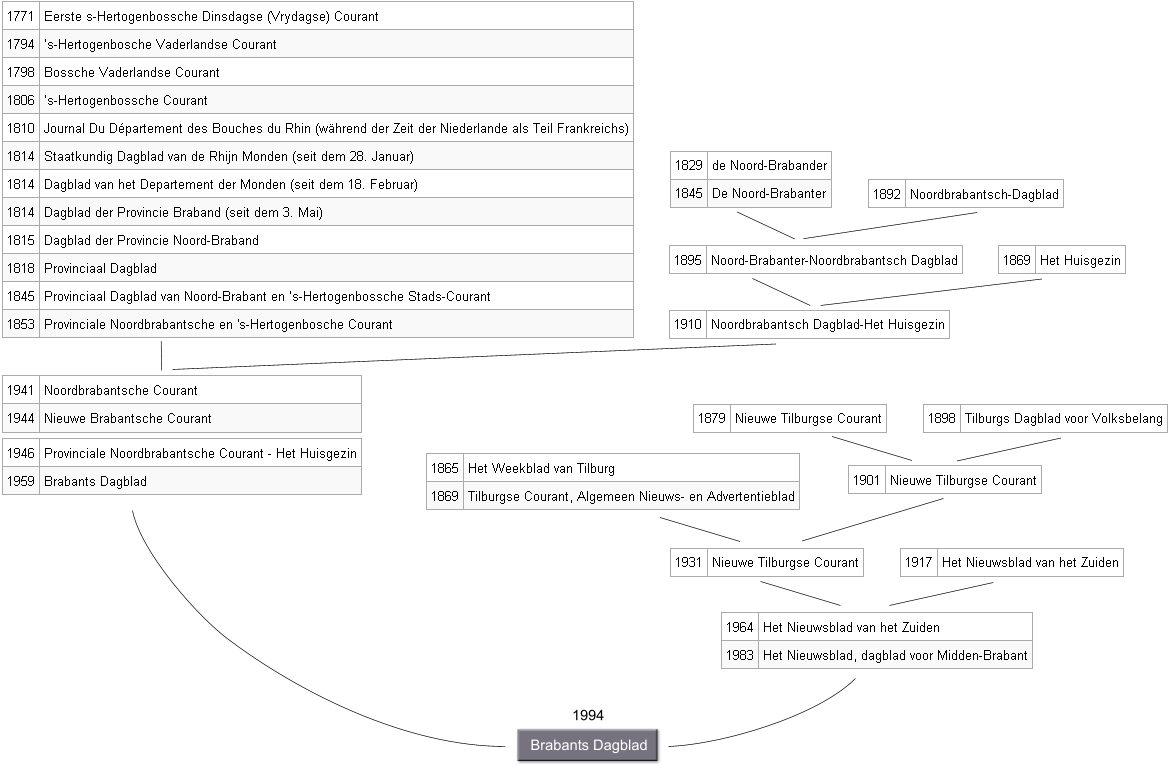
Die Geschichte des Brabants Dagblad grafisch veranschaulicht

1771 erschien erstmals die Eerste s-Hertogenbossche Dinsdagse (Vrydagse) Courant (der Name richtete sich nach den jeweiligen Erscheinungstagen Dienstag = Dinsdag und Freitag = Vrydag). Sie war die erste Zeitung der Region Nord-Brabant und wurde von den beiden Druckern L.J. Bresser und C.A. Viéweg gegründet. Während der Zeit der Batavischen Republik, dem daraufhin folgenden Königreich Holland und der kurzzeitigen Annexion der Niederlande durch Frankreich änderte sich alle paar Jahre der Name der Zeitung, auch im Anschluss daran kam es zu einer Reihe von Namensänderungen:
- 1794: ’s-Hertogenbosche Vaderlandse Courant
- 1798: Bossche Vaderlandse Courant
- 1806: ’s-Hertogenbossche Courant
- 1810: Journal Du Département des Bouches du Rhin (während der Zeit der Niederlande als Teil Frankreichs)
- 1814: Staatkundig Dagblad van de Rhijn Monden (seit dem 28. Januar)
- 1814: Dagblad van het Departement der Monden (seit dem 18. Februar)
- 1814: Dagblad der Provincie Braband (seit dem 3. Mai)
- 1815: Dagblad der Provincie Noord-Brabant
- 1818: Provinciaal Dagblad
- 1845: Provinciaal Dagblad van Noord-Brabant en ’s-Hertogenbossche Stads-Courant
- 1853: Provinciale Noordbrabantsche en 's-Hertogenbosche Courant

1941, während der Zeit der deutschen Besatzung im Zweiten Weltkrieg, wurde eine Fusion mit der Zeitung Het Noordbrabantsch Dagblad-Het Huisgezin angeordnet. Deren älteste Vorläuferzeitung war die 1829 gegründete katholische Zeitung Noord-Brabander (1845: De Noord-Brabanter), die 1895 ihrerseits zunächst mit dem 1892 gegründeten Noordbrabantsch-Dagblad zum Noord-Brabanter-Noordbrabantsch Dagblad fusionierte. 1910 entstand durch eine weitere Fusion mit dem seit 1869 bestehenden Huisgezin die Zeitung Noordbrabantsch Dagblad-Het Huisgezin, schließlich folgte 1941 die obengenannte Fusion mit dem Brabants Dagblad. Der neuen Zeitung wurde der Name Noordbrabantsche Courant gegeben, 1944 hieß sie noch kurzzeitig Nieuwe Brabantsche Courant.
Nach dem Erscheinungsverbot für alle Zeitungen, die von 1943 in den Niederlanden noch erschienen waren, durfte seit dem 26. Oktober 1946 wieder eine Nachfolgerzeitung mit dem Namen Provinciale Noordbrabantsche Courant – Het Huisgezin erscheinen. Am 3. Januar 1959 änderte sie ihren Namen in Brabants Dagblad, bis 1960 blieb der alte Name als Unterüberschrift bestehen.
Am 21. Mai 1994 fusionierte das Brabants Dagblad mit Het Nieuwsblad, was den vorläufigen Endpunkt der zahlreichen vergangenen Fusionen markierte.

## Het Nieuwsbladbis zur Fusion mit demBrabants Dagblad
Nach einer Probenummer von 30. September 1865 erschien kurz darauf am 7. Oktober die erste Ausgabe von Het Weekblad van Tilburg. Herausgeber war Wilhelmus Bergmans, der in seiner konservativen katholischen Zeitung einen strengen moralischen Kurs vorgab, der alles dem entgegenstehende ausschloss.
Schon 1866 gab Bergmans die Leitung ab, die Zeitung erhält die Unterüberschrift „De krant van Luyten“. Von 1869 an erschien sie zweimal die Woche und änderte ihren Namen in Tilburgse Courant, Algemeen Nieuws- en Advertentieblad. Seit dem 18. Dezember 1911 erschien sie täglich, hatte jedoch nach dem Ersten Weltkrieg eine sinkende Anzahl an Abonnenten. 1931 wurde sie schließlich von den Eignern der Nieuwe Tilburgse Courant übernommen und in die Zeitung integriert. Die Nieuwe Tilburgse Courant war am 1. Januar 1901 entstanden, als die gleichnamige Vorgängerin (1879 gegründet, erschien mittwochs und samstags) und das Tilburgs Dagblad voor Volksbelang (1898 gegründet, erschien montags, dienstags, donnerstags und freitags) zu einer Tageszeitung zusammengelegt wurden.
Da die Zeitung während der deutschen Besatzung im Zweiten Weltkrieg auch nach 1942 noch erschien, erhielt sie nach dem Krieg ein vorläufiges Erscheinungsverbot. Dieses wurde einige Monate nach dem Krieg umgangen, indem die Zeitung unter dem Namen Tilburgse Courant firmierte, die Zeitung, die sie 1931 übernommen hatte. 1951 kehrte man wieder zu Nieuwe Tilburgse Courant zurück.
Schon 1961, vor der allgemeinen Loslösung vieler niederländischer Zeitungen von ihrem kirchlichen Hintergrund in der zweiten Hälfte der 1960er Jahre, strich die Zeitung das „katholisch“ von ihrer Titelseite. 1964 wurde die Nieuwe Tilburgse Courant schließlich vom Konkurrenten Het Nieuwsblad van het Zuiden übernommen, die letzte Ausgabe erschien am 18. April 1964. Het Nieuwsblad van het Zuiden war am 6. August 1917 erstmals erschienen und als Gegengewicht zur Nieuwe Tilburgse Courant, die von den katholischen Gewerkschaftsbünden zunehmend als Sprachrohr genutzt wurde, gegründet worden. Während der deutschen Besatzung im Zweiten Weltkrieg erhielt Het Nieuwsblad van het Zuiden schon zum 1. Oktober 1941 ein Erscheinungsverbot, was ihm nach dem Krieg den Vorteil einbrachte im Gegensatz zu seiner Konkurrentin sofort wieder erscheinen zu dürfen.
1967 wurde das Nieuwsblad van het Zuiden selbst von dem Verlag „Verenigde Nederlandse Uitgeverijen“ (VNU) übernommen. 1983 änderte es seinen Namen in Het Nieuwsblad, dagblad voor Midden-Brabant. 1994 endete die Existenz der Zeitung mit der Integration in das Brabants Dagblad.

## DasBrabants Dagbladseit der Fusion von 1994
Im September 1999 verkaufte Herausgeber VNU seine Zeitungen BN/DeStem, Brabants Dagblad, Eindhovens Dagblad, de Gelderlander und De Limburger an Wegener. Am 6. Februar 2007 wurde vom Broadsheet- auf das kompaktere Tabloid-Format umgestellt.

## Weiterführende Informationen